# Herman al II-lea de Carintia
Herman al II-lea de Sponheim (d. 4 octombrie 1181), membru al Casei de Spanheim a guvernat Ducatul Carintia de la 1161 până la moarte.
Herman era fiul margrafului Engelbert al Istriei (ca Engelbert al III-lea) și al Carniolei (ca Engelbert al II-lea) și al soției sale Matilda de Sulzbach.
Atunci când în aprilie 1144, unchiul său pe linie paternă Ulrich I al Carintiei a murit fără a avea urmași, la conducerea ducatului a trecut fratele mai mare al lui Herman, Henric al VIII-lea. Henric s-a căsătorit cu Elisabeta de Stiria, fiică a ducelui Leopold de Stiria, care de asemenea a murit fără urmași la 12 octombrie 1161.
Herman a succedat ca duce fratelui său. El și-a consolidat poziția prin obținerea funcției de Vogt, protector asupra posesiunilor din Carintia ale episcopiei de Bamberg și ale Patriarhatului of Aquileia. În jurul anului 1173 Herman s-a căsătorit cu Agnes de Babenberg, fiica ducelui Henric al II-lea al Austriei și văduvă a regelui Ștefan al III-lea al Ungariei. Cei doi au avut doi fii, ambii ajungând ulterior să conducă ducatul Carintiei:
- Ulrich (d. 10 august 1202).
- Bernard (d. 4 ianuarie 1256).